# Emballonura dianae
Emballonura dianae là một loài động vật có vú trong họ Dơi bao, bộ Dơi. Loài này được Hill mô tả năm 1956.